# Joyce Cooper

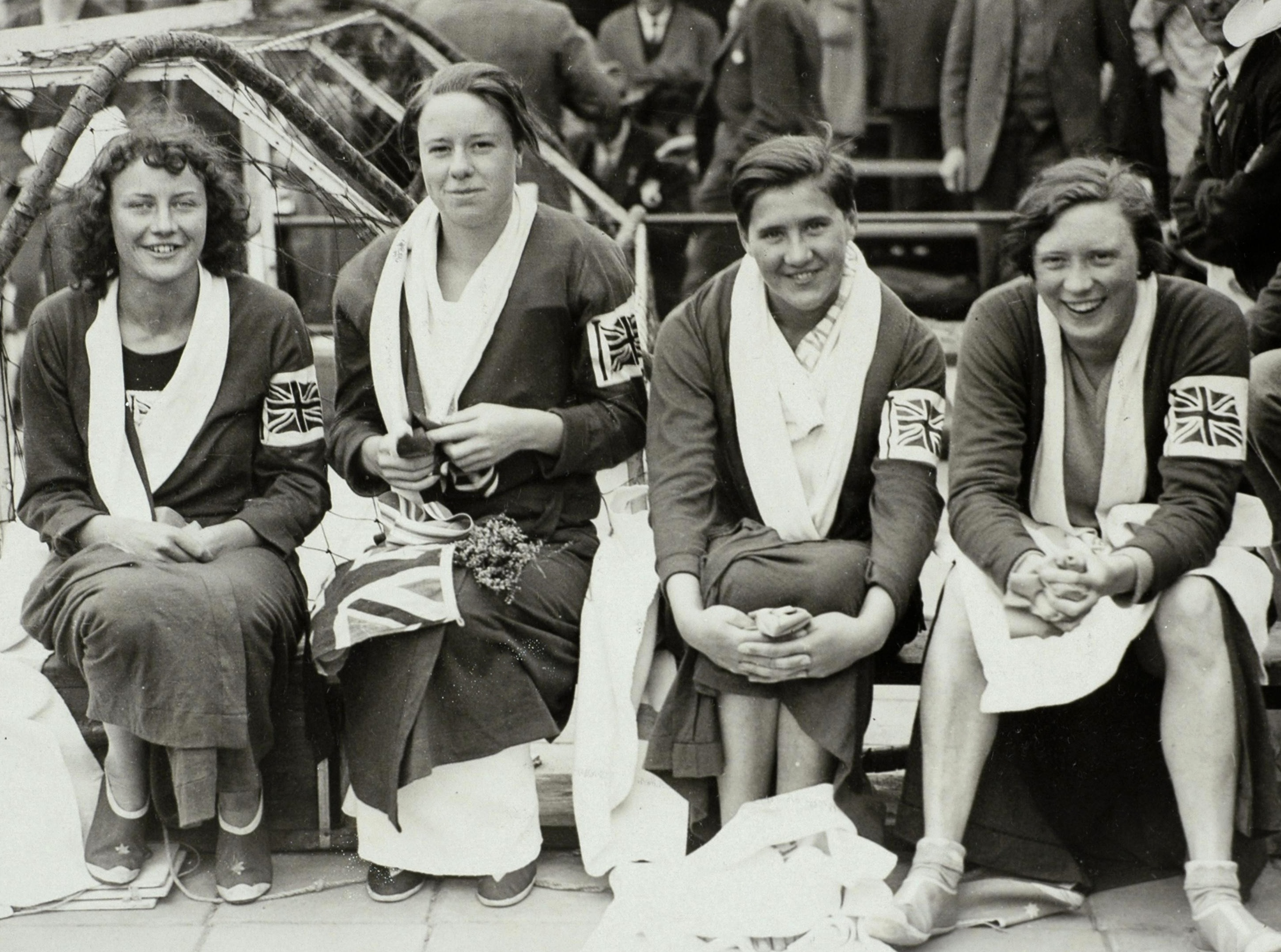
Brytyjska sztafeta pływacka na Letnich Igrzyskach Olimpijskich w Amsterdamie. Cooper pierwsza po lewej.

Margaret Joyce Cooper, później Badcock (ur. 18 kwietnia 1909 w Troup, zm. 22 lipca 2002 w Chichester) – angielska pływaczka reprezentująca Wielką Brytanię oraz Anglię, wielokrotna mistrzyni i medalistka igrzysk olimpijskich, igrzysk imperium brytyjskiego oraz mistrzostw Europy w pływaniu, specjalizująca się w stylu dowolnym i grzbietowym.
Cooper urodziła się na Sri Lance, która w tym czasie była kolonią brytyjską o nazwie Cejlon. Ojciec pływaczki był znaczącym producentem herbaty. Był także jej pierwszym nauczycielem pływania.
W 1934 roku wyszła za medalistę olimpijskiego w wioślarstwie Johna Felixa Badcocka. Ich synowie, David i Felix, również byli wioślarzami. David startował w reprezentacji Oxfordu w The Boat Race, a Felix brał udział w Igrzyskach Imperium Brytyjskiego i Wspólnoty Brytyjskiej w 1958 roku.

## Mistrzostwa Europy 1927 i Letnie Igrzyska Olimpijskie 1928
Debiut na zawodach międzynarodowych Cooper zaliczyła w 1927 roku na II Mistrzostwach Europy w Bolonii. Zakwalifikowała się tam do finałów w dwóch konkurencjach. Na 100 metrów stylem dowolnym stoczyła bój o złoto z Holenderką Marią Vierdag, późniejszą medalistką olimpijską. Ostatecznie obie zawodniczki dopłynęły do mety z czasem 1:15,0, dlatego w celu wyłonienia zwyciężczyni zorganizowano dodatkowy wyścig, jednakże Angielka z powodu zmęczenia nie wzięła w nim udziału i złoty medal przyznano Holenderce. W drugiej konkurencji, sztafecie 4 × 100 metrów stylem dowolnym, ekipa Brytyjek zdobyła złoty medal z czasem 5:11,0. Cooper płynęła na czwartej zmianie.
Rok później Brytyjka wystartowała w trzech konkurencjach pływackich na IX Letnich Igrzyskach Olimpijskich w Amsterdamie. We wszystkich zdobyła medale. 9 sierpnia Cooper wystartowała w eliminacjach na 100 metrów stylem grzbietowym. Wystartowała w trzecim wyścigu eliminacyjnym, który zakończyła na drugim miejscu z czasem 1:24,2, co pozwoliło jej się zakwalifikować do wyścigu finałowego. Tego samego dnia zostały rozegrane eliminacje i finał w sztafecie 4 × 100 metrów stylem dowolnym. W odróżnieniu od startu w Bolonii, Cooper płynęła na pierwszej zmianie, zarówno w eliminacjach (pierwsze miejsce w drugim wyścigu eliminacyjnym z czasem 5:16,6) jak i w finale. Ostatecznie Brytyjki z czasem 5:02,8 zdobyły srebro ulegając jedynie reprezentantkom Stanów Zjednoczonych.
10 sierpnia Cooper wystartowała w eliminacjach na 100 metrów stylem dowolnym. Wystartowała w piątym wyścigu eliminacyjnym, który zakończyła na drugim miejscu z czasem 1:16,8, przez co zakwalifikowała się do półfinału. Jej czas był dziesiątym czasem eliminacji.
11 sierpnia był ostatnim dniem startów Cooper w Amsterdamie. W półfinale na 100 metrów stylem dowolnym, z czwartym czasem (1:14,0), Brytyjka zakwalifikowała się do finału, który rozegrano po południu. W wyścigu finałowym stoczyła bój o brązowy medal z drugą z Brytyjek Jean McDowell. Obie uzyskały ten sam czas – 1:13,6; ale decyzją składu sędziowskiego, stosunkiem głosów 3:2, brązowy medal dostała Cooper. Tego samego dnia Brytyjka płynęła w finale 100 metrów grzbietem. Jej głównymi rywalkami była Szkotka Ellen King i Holenderka Marie Braun. Obie poprawiały rekord świata w eliminacjach więc walka o złoto rozegrała się między nimi, choć Cooper utrzymywała się blisko nich. Ostatecznie z czasem 1:22,8 zdobyła brązowy medal. Czasy wszystkich medalistek zmieściły się w jednej sekundzie.

## Starty w latach 1930-1932
Joyce Cooper wystartowała na I Igrzyskach Imperium Brytyjskiego w 1930 roku w kanadyjskim mieście Hamilton. Brytyjka startująca wtedy w reprezentacji Anglii zdominowała żeńskie konkurencje pływackie, zdobywając złote medale w czterech z pięciu konkurencji kobiecych: na 100 metrów stylem dowolnym (czas: 1:07,0), 400 metrów stylem dowolnym (czas: 5:25,4), 100 metrów stylem grzbietowym (czas: 1:15,0) i w sztafecie 4 × 100 metrów stylem dowolnym, gdzie płynęła, na pierwszej zmianie, w drużynie z Doreen Cooper, Olive Wadham i Phyllis Harding (czas: 4:32,8).
Rok później Cooper wystartowała na III Mistrzostwach Europy w Paryżu. W konkurencjach kobiecych mistrzostwa te były areną rywalizacji Brytyjek z Holenderkami – reprezentantki tych krajów zdobyły dwanaście z piętnastu medali. Indywidualnie Cooper zdobyła dwa srebrne medale na 400 metrów stylem dowolnym (czas: 5:54,0) i 100 metrów stylem grzbietowym (czas: 1:23,6), dwukrotnie przegrywając ze swoją rywalką z Amsterdamu, Holenderką Marie Braun. Dodatkowo Cooper, z czasem 1:12,0 zdobyła brąz na 100 metrów stylem dowolnym, ulegając Francuzce Yvonne Godard i Holenderce Willy den Ouden. Brytyjki zdobyły także tytuł wicemistrzowski w sztafecie 4 × 100 metrów stylem dowolnym z czasem 5:00,8. Cooper płynęła na drugiej zmianie.
W 1932 roku w Los Angeles Cooper wzięła udział czterech konkurencjach pływackich na X Letnich Igrzyskach Olimpijskich. W porównaniu z poprzednimi igrzyskami, starty Brytyjki w Stanach Zjednoczonych wypadły zdecydowanie gorzej. Zdobyła tylko jeden medal, brązowy w sztafecie 4 × 100 m stylem dowolnym. Na 400 metrów stylem dowolnym Cooper z czasem 5:49,7 zajęła w finale czwarte miejsce, tracąc do złotej medalistki Helene Madison ponad 21 sekund. Na 100 metrów stylem grzbietowym z czasem 1:23,4;zajęła w finale ostatnie, szóste miejsce. W swoim koronnym dystansie 100 metrów stylem dowolnym nie zakwalifikowała się do finału.